# Julian Pinkerfeld

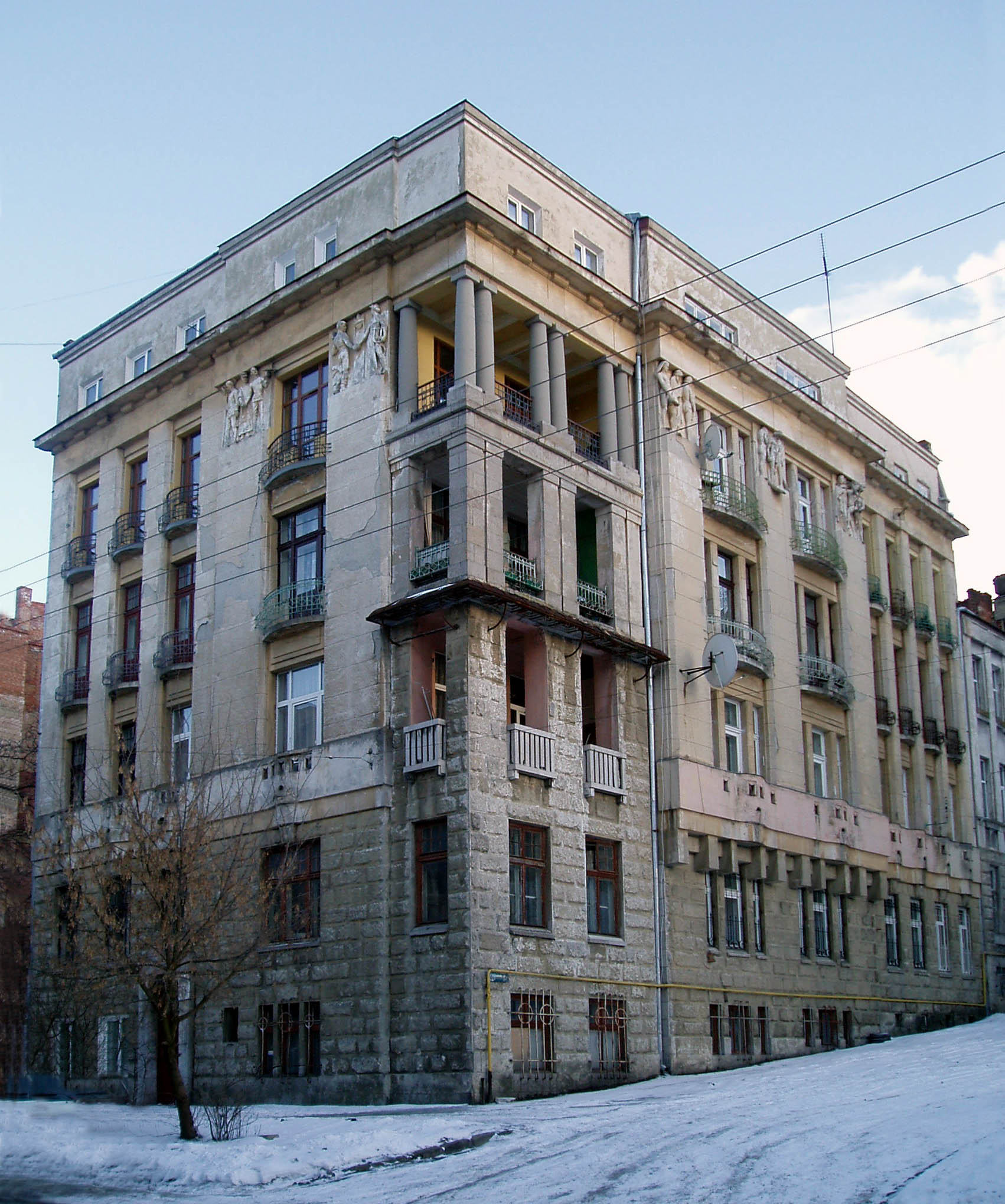
Kamienica przy ulicy Jozafata Kocyłowskiego 15 we Lwowie

Julian Pinkerfeld, właśc. Joel Pinkerfeld (ur. 1870, zm. 1949) – polski architekt żydowskiego pochodzenia, przemysłowiec lwowski.

## Życiorys
Posiadał uprawnienia architekta, współpracował z Henrykiem Zarembą. Ponadto od 1900 był właścicielem przedsiębiorstwa Julian Pinkerfeld i Ska, które posiadało cegielnię, piaskarnię, kopalnię szutru i kamienia. Należała do niego również fabryka wyrobów cementowych i przedsiębiorstwo robót budowlanych. Od 1909 jego wspólnikiem był kupiec lwowski Józef Schirmer. W 1910 Jan Lewiński powołał do życia Stowarzyszenie Budowy Domów Udziałowych, do zarządu którego weszli członkowie rady nadzorczej spółki kredytowej. Julian Pinkerfeld pełnił w nim funkcję zastępcy sekretarza. W 1911 razem z Henrykiem Zarembą byli współfundatorami popiersia Juliana Zachariewicza. W 1932 wyemigrował do Palestyny.
Jego córka, Anda Pinkerfeld Amir (1902–1981), była izraelską poetką i pisarką książek dla dzieci. 

## Dorobek architektoniczny
- Lodowisko kryte „Skating-Ring” na ulicy Zielonej 59 we Lwowie, współautor Henryk Zaremba. Budynek powstał we zbrojonego betonu, jego szklany sufit ozdobiony był witrażami Witolda Rzegocińskiego. Na ścianach znajdowały się panneau Leonarda Winterowskiego i płaskorzeźby Zygmunta Kurczyńskiego /1910/;
- Kamienica przy ulicy Jozafata Kocyłowskiego 15 (Józefa Torosiewicza) we Lwowie, współautor Henryk Zaremba, rzeźby na elewacji dłuta Tadeusza Błotnickiego /1911/.